# Heil Hitler

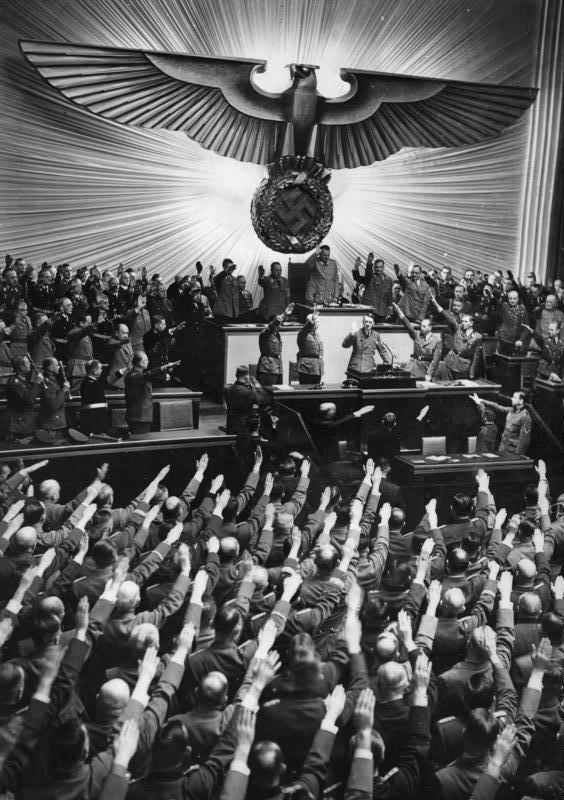
Reichstag, 11. listopad 1941

Heil Hitler je německý nacistický pozdrav, do češtiny ho lze přeložit jako Sláva Hitlerovi, Zdar Hitlerovi či Hitlerovi zdar. Používán byl ještě předtím, než se NSDAP ujala moci v Německu, ale zejména v dobách Třetí říše, kdy se stal všeobecným pozdravem a projevem sympatií k Adolfu Hitlerovi. Byl využíván při veškerých setkáních, kdy byl pozdrav doprovázen ještě vztyčením pravice do úrovně ramen (případně o něco výše). Čtyři dny po neúspěšném atentátu na Hitlera v Rastenburgu 24. července 1944 vstoupilo v platnost nařízení, které zavádělo slova „Heil Hitler“ jako povinný pozdrav mezi všemi příslušníky vojenských sil Třetí říše.
Vztyčení pravice doprovázející pozdrav „Heil Hitler“ se nazývá hajlování (někdy psáno heilování), či též nacistický, árijský, německý či Hitlerův pozdrav. Podobným výrazem jako „Heil Hitler“ se postupem času stalo i Sieg Heil.

## Historické pozadí

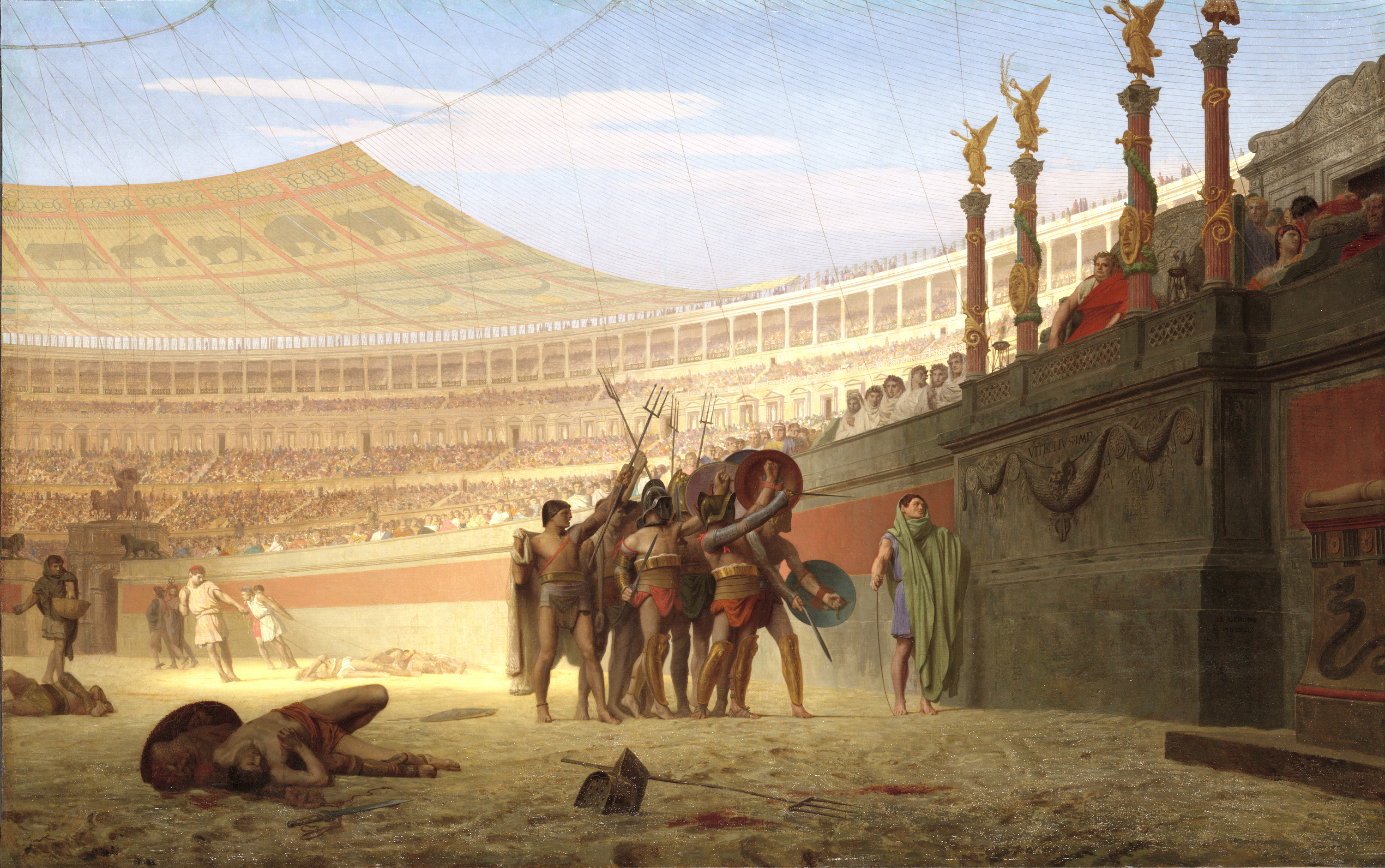
Ave imperátor

### Původ pozdravu
Gesto zdvižené pravice má své kořeny ve starořímském umění, ve scénách a sochách, které byly později (pravděpodobně mylně) interpretovány jako pozdrav doprovázený zvoláním „Ave Imperator!“, případně v pozdějších dobách „Ave Caesar!“. V císařském období pozdvihnutou pravici jako pozdrav používal také Napoleon Bonaparte, který chtěl navázat na odkaz římských císařů a římského impéria. O totéž se ve dvacátých letech 20. století pokoušeli také italští fašisté, kteří tento pozdrav zavedli.

### Hajlování před vznikem nacismu
Český tisk zaznamenával případy hajlování jako projev německého nacionalismu v českých zemích již počátkem 20. století.

### Hajlování v nacistickém Německu
Po vzoru italských fašistů převzal pozdrav pravicí ve druhé polovině dvacátých let Adolf Hitler při budování své Třetí říše, jakož využil i další symboliku (např. říšskou orlici), která významově odkazovala jak na původní římskou říši, tak i na Svatou říši římskou národa německého.
Původně stranický pozdrav příslušníků NSDAP se po uchopení moci v Německu nacistickou stranou v roce 1933 stal oficiálním pozdravem, kterým Němci, sympatizanti s nacismem, vazalové a spojenci nacistického Německa dávalo najevo přízeň vládnoucí nacistické straně respektive jejímu Vůdci. 
Hajlování jako pozdrav bylo povinné zejména pro příslušníky strany a jejích ozbrojených formací (SS, SA). Naproti tomu příslušníci německé armády za stejných okolností používali tradiční vojenský pozdrav (salutování). Teprve v červenci 1944, poté, co se armádní důstojníci neúspěšně pokusili o převrat, bylo nařízeno hajlování také pro vojáky, jako výraz loajality armády k Vůdci.

### Olympijské hry a hajlování
Příkladem politického zneužití mohou být olympijské hry v Berlíně v roce 1936, kde některé výpravy pozdravily představitele německého státu tímto způsobem. Obdobně na zimních olympijských hrách, které v Německu předcházely, pozdravilo Hitlera vztyčenou pravicí 14 výprav.) Pozdrav byl velmi podobný olympijskému pozdravu, od kterého bylo později[kdy?] upuštěno.[zdroj?]

## Způsob pozdravu
Pohyb ruky se skládal ze dvou částí: přiložení natažených prstů pravé ruky na srdce a následným vztyčením pravé paže do úrovně ramen (či přibližně pod úhlem 45° k rovině ramen) před sebe. Výkřik „Heil Hitler!“ (Hitlerovi zdar!), kterým se verbálně provolávala sláva Hitlerovi byl někdy nahrazován německým válečnickým pokřikem „Sieg Heil!“ (Vítězství zdar!), popřípadě pouze „Heil!“. Pokud zdravící osoba zdravila přímo Hitlera, dělo se tak zpravidla frází „Heil, Mein Führer!“ (Zdar, můj Vůdce!).
V písemném projevu se pozdrav „Heil Hitler!“ používal zpravidla na konci dopisu popřípadě publikovaného nařízení. Nacističtí ideologové[zdroj?] sestavili podrobná pravidla, kdo, za jakých okolností a jakým způsobem má nebo smí pozdrav používat. Velmi časté však bylo pouhé vztyčení pravice, někdy jen ledabylé mávnutí rukou (zejména odpovídal-li nadřízený na pozdrav podřízených).[zdroj?]

### Protektorát Čechy a Morava a Slovensko
Podle výkladu ze srpna 1938 se pozdravem „Heil Hitler!“ v Protektorátu zdravili pouze Němci mezi sebou. Pozdrav při vstupu do místnosti měl být považován za zdvořilostní a nebylo nutno na něj odpovídat.
V protektorátu byl zejména kolaboranty užíván také český překlad ve formě „Vůdci zdar!“. Předseda Kuratoria Teuner ukončoval své proslovy zvoláním Vůdci a vlasti zdar.
Na Slovensku byl pozdrav vztyčenou pravicí doplněn zvoláním „Na stráž!“.

### Nezávislý stát Chorvatsko
V NDH se zdviženou pravicí zdravilo při slovech Za dom spremni (pro vlast připraven), což byl ustašovský pozdrav.

## Parodie

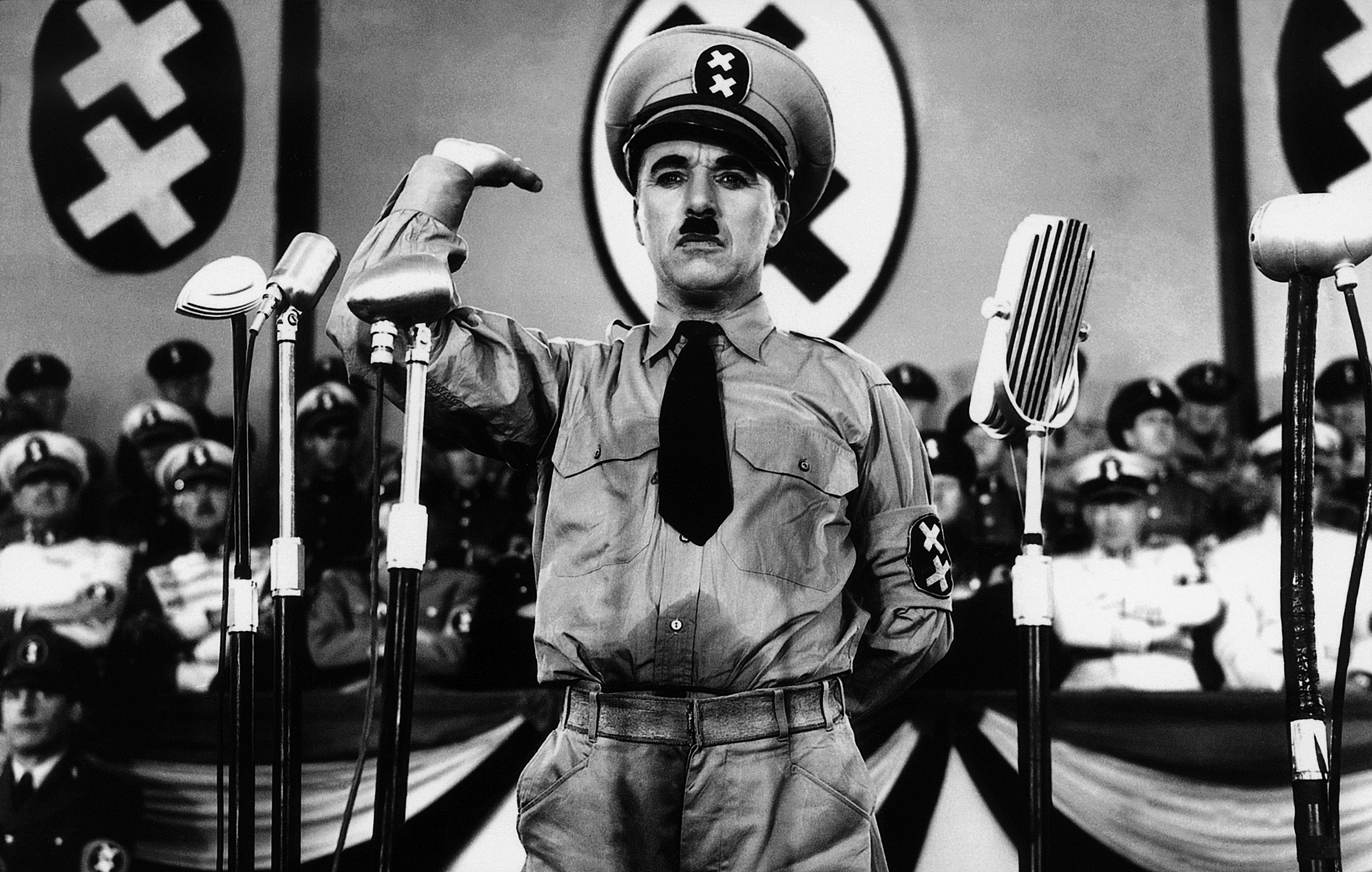
Charlie Chaplin

Ve filmu Charlieho Chaplina Diktátor byl tento pozdrav parodován v proslulé podobě „Hail Hynkel!“. V protektorátě byl tento pozdrav Čechy parodován, na základě úmyslně nedbalé výslovnosti, jako „hajtla“. (Tento způsob zesměšňování je zachycen i v protinacistické divadelní hře Bertolta Brechta Švejk ve druhé světové válce.)
V protektorátu se brzy stalo jinotajem heslo „Tak vysoko skáče náš pes“. Rčení údajně vymyslel herec Vlasta Burian.[zdroj⁠?!] Lidově se také může použít „takhle máme sněhu“.
V německém prostředí byl pozdrav parodován např. tím, že se slovo heil (zdar), chápalo ve svém druhém významu, totiž jako imperativ slovesa heilen – léčit (tj. vyléči Hitlera). Odpovídalo se tak na něj např.: je snad nemocný? jsem snad lékař? apod.

## Současnost
Nacistické použití tohoto původně římského pozdravu (míněno vlastní gesto) jej zdiskreditovalo a ve většině zemí je pozdrav zdviženou pravicí vnímán jako projev sympatií k nacismu či neonacismu. Proto je také ve většině zemí toto gesto zakázáno.
Symbol v podobě hajlování byl po porážce nacistického režimu ve druhé světové válce v Československu, stejně jako v Německu a mnohých ostatních evropských zemích, zakázán a dnes může být jeho používání v Česku hodnoceno jako trestný čin podle § 403 či § 404 trestního zákoníku, s trestní sazbou od šesti měsíců až do deseti let odnětí svobody. Neonacisté používají hajlování jako symbol příslušnosti ke své ideologii.

### Poznámka
1. ↑  V Německu má ale hajlování, tj. pozdrav vztyčenou pravicí, starší tradici. (Viz níže.)